# Pegaste sove
Pegaste sove (znanstveno ime Tytonidae) so ena od dveh družin ptic iz reda sov (druga so prave sove), razširjena po večini sveta. Opisanih je 20 vrst, ki jih združujemo v dva rodova.

## Opis
So ptiči srednje velikosti, nekoliko gracilnejše postave od pravih sov. Imajo dolge, zaokrožene peruti, kratek rep in dolge, s perjem poraščene noge. Velika glava ima obrazno ploščo srčaste oblike iz trših peres, kljun pa je srednje velikosti, spet nekoliko manj močan kot pri pravih sovah. Oči so temne in dokaj majhne, namesto tega se pri nočnem lovu zanašajo na sluh. Obrazna plošča tu sodeluje pri zbiranju in usmerjanju zvoka, nekatere vrste pa imajo tudi asimetrični odprtini sluhovodov za še boljše razločevanje smeri. Operjenost je rjava in siva, s svetlejšim trebušnim delom, kar pomaga pri prikrivanju med počivanjem podnevi.
Prehranjujejo se z malimi glodavci, ki jih pojedo cele in nato izbljuvajo neprebavljeno dlako ter kosti. Manjši del prehrane predstavljajo plazilci, manjši ptiči, dvoživke, ribe in žuželke. Oglašajo se s sikanjem, tleskanjem, žvižganjem in hreščanjem, ne skovikajo tako kot prave sove. Gnezdijo praviloma v duplih, jamah ali skalnih odprtinah, le nekaj vrst izdeluje gnezda na tleh. Za zarod skrbita oba starša. Pri tem vsaj o polovici vrst ni znanega skoraj nič, za razliko od v Evropi splošno razširjene pegaste sove (Tyto alba), ki je ena najbolje preučenih ptičjih vrst sploh.

## Habitat in razširjenost
Živijo v raznolikih habitatih, od puščav do tropskih deževnih gozdov, le na mraz so slabše prilagojene od pravih sov, zato je njihovo območje razširjenosti omejeno južneje. Mnoge vrste živijo na odročnih tropskih otokih, zato so slabše poznane.
V Sloveniji živi le pegasta sova, ki gnezdi v vseh nižinskih delih države, a je njena številčnost majhna.

## Taksonomija
20 trenutno prepoznanih vrst združujemo v dva rodova. Taksonomija je zapletena, tudi zaradi velike variabilnosti znotraj vrst in odsotnosti zanesljivih razločevalnih znakov, zaradi česar se je opredelitev vrst v preteklosti pogosto spreminjala.
Seznam vrst:
- rod Tyto:
  - Tyto tenebricosa
  - Tyto multipunctata
  - Tyto inexspectata
  - Tyto nigrobrunnea
  - Tyto sororcula
  - Tyto manusi
  - Tyto aurantia
  - Tyto novaehollandiae
  - Tyto rosenbergii
  - Tyto soumagnei
  - pegasta sova (Tyto alba)
  - Tyto furcata
  - Tyto javanica
  - Tyto deroepstorffi
  - Tyto glaucops
  - Tyto capensis
  - Tyto longimembris
- rod Phodilus
  - Phodilus prigoginei
  - Phodilus badius
  - Phodilus assimilis